# Dungeons & Dragons: Разбойническа чест
„Dungeons & Dragons: Разбойническа чест“ (на английски: Dungeons & Dragons: Honor Among Thieves) е екшън фентъзи от 2023 г. на режисьорите Джонатан Голдщайн и Джон Франсис Дейли, които са съсценаристи със Майкъл Гилио, и по сюжета на Крис Маккей и Гилио. Филмът е адаптация на едноименната видеоигра на „Хасбро“. Във филма участват Крис Пайн, Мишел Родригес, Реге-Жан Пейдж, Джъстис Смит, София Лилис и Хю Грант.
Премиерата на филма се състои в South by Southwest на 10 март 2023 г., и се излъчва по кината в Съединените щати на 31 март 2023 г. от „Парамаунт Пикчърс“.

## Актьорски състав
- Крис Пайн – бардът Еджин
- Мишел Родригес – варварката Холга
- Реге-Жан Пейдж – паладинът Зинк
  - Рилън Джаксън – Зинк като дете
- Джъстис Смит – магьосникът Саймън
- София Лилис – друидът Дорик
- Хю Грант – Фордж
- Дейзи Хийд – Софина, червената магьосница на Тей
- Джейсън Уонг – Дралас
- Клоуи Коулман – Кира, дъщеря на Фордж

## Снимачен процес
Снимките започват в началото на април 2021 г. с екип от 60-70 хора в Исландия. На 19 август 2021 г., Дейли съобщи, че снимките са приключили.

## В България
В България филмът е пуснат по кината на 24 март 2023 г. от „Форум Филм България“ с дублирана и субтитрирана версия.
Гала премиерата на филма се състои на 22 март 2023 г. в Синема Сити, Мол София.

### Нахсинхронен дублаж
| Роля            | Изпълнител                                                                                          |
| --------------- | --------------------------------------------------------------------------------------------------- |
| Едгин           | Константин Лунгов                                                                                   |
| Холга           | Лина Шишкова                                                                                        |
| Саймън          | Камен Асенов                                                                                        |
| Фордж           | Иван Велчев                                                                                         |
| Дорик           | Мина Костова                                                                                        |
| Зенк            | Росен Русев                                                                                         |
| Кира            | Елена Грозданова                                                                                    |
| Софина          | Елена Грозданова                                                                                    |
| Канцлер Адертън | Николай Пърлев                                                                                      |
| Мармалин        | Кирил Бояджиев                                                                                      |
| Гуин            | Таня Михайлова                                                                                      |
| Други гласове   | Емил Емилов Момчил Степанов Христо Бонин Георги Стоянов Даринка Митова Даниела Горанова Росен Белов |

| Обработка           | Андарта Студио |
| ------------------- | -------------- |
| Режисьор на дублажа | Кирил Бояджиев |
| Преводач            | Силвия Вълкова |